# La tribu perduda
La tribu perduda (títol original en anglès The Lost Tribe) és una pel·lícula de terror de Nova Zelanda del 1985 dirigida per John Laing. Protagonitzada per John Bach i Darien Takle, segueix un home i la seva cunyada que viatgen a una illa misteriosa habitada per la tribu maorí Huwera. Es va produir el 1982 però no es va estrenar a les sales de Nova Zelanda fins al 1985. Ha estat doblada al català.

## Trama
L'antropòleg Max Scarry (John Bach) desapareix misteriosament després del seu viatge a l'illa de Fjordland com a part del seu estudi sobre la reclusa tribu Kiwi Huwera Maori. La policia creu que és culpable d'assassinat, després de trobar el cadàver d'una dona a la seva illa. La parella de Max, Ruth (Darien Takle) acompanya el seu cunyat Edward (també Bach) a descobrir la veritat. S'aventuren a l'illa estranya i estan perseguits per esdeveniments horripilants. Finalment, l'Edward es trenca sota la pressió mental i el seu germà, que semblava haver mort, posseeix el seu cos durant una processó sobrenatural Huwera Maori.

## Producció
La tribu perduda va marcar el segon esforç de direcció de l'aclamat director neozelandès John Laing. A més, Laing va escriure el guió de la pel·lícula i va fer de productor. Thomas Burstyn va signar com a director de fotografia. El rodatge va acabar el 1982.

## Estrena
La pel·lícula no fou estrenada fins al 1985. Abans havia guanyat l'aprovació de la crítica després de guanyar el premi del jurat XVI Festival Internacional de Cinema Fantàstic de Sitges de 1983 i al Festival de Cinema d'Orleans. Es va projectar durant algun temps el setembre de 1985 al Berkeley Art Museum and Pacific Film Archive (BAM/PFA)'s New Zealand Cinema. En avaluar la pel·lícula, John Parker de Metro va concloure que "[i] és impossible dir molt més sense espatllar una pel·lícula molt bona amb una història intrigant que heu de descobrir per vosaltres mateixos".